# Élections législatives de 1951 dans le Doubs
Les élections législatives françaises de 1951 se tiennent le 17 juin. Ce sont les deuxièmes élections législatives de la Quatrième République.

## Mode de scrutin
Représentation proportionnelle plurinominale suivant la méthode du plus fort reste dans 103 circonscriptions, conformément à la loi des apparentements : les listes qui se sont « apparentées » avant l'élection remportent tous les sièges de la circonscription si leurs voix ajoutées obtiennent la majorité absolue des suffrages exprimés. Il y a 629 sièges à pourvoir.
Le vote préférentiel est admis. 
Dans le département de la Doubs, quatre députés sont à élire.

## Candidats

### Liste d'union des indépendants, des paysans et des républicains nationaux, présentée par le Centre national des indépendants et paysans
| N° | Candidats | Candidats                  | Parti | Principales fonctions                                                                                                   |
| -- | --------- | -------------------------- | ----- | --- |
| 01 |           | Marquis Roland de Moustier | CNIP  | Conseiller général du canton de Rougemont, Président du Conseil général, délégué au Conseil de l'Europe, député sortant |
| 02 |           | Auguste Joubert            | CNIP  | Conseiller municipal de Besançon, député sortant                                                                        |
| 03 |           | Joseph Decreuse            | CNIP  | Maire de Montrond-le-Château, conseiller général du canton de Quingey, cultivateur                                      |
| 04 |           | Jean Dayet                 | CNIP  | Docteur en médecine, conseiller général, adjoint au maire de Pont-de-Roide                                              |

### Liste du Parti socialiste SFIO
| N° | Candidats | Candidats         | Parti | Principales fonctions |
| -- | --------- | ----------------- | ----- | --- |
| 01 |           | Jean Minjoz       | SFIO  | Député sortant, avocat au barreau de Besançon, ancien résistant, maire de Besançon                                                               |
| 02 |           | Georges Reverbori | SFIO  | Instituteur, ancien résistant, conseiller général du canton d'Audincourt, conseiller municipal de Montbéliard Ancien Conseiller de la République |
| 03 |           | Jules Pagnier     | SFIO  | Employé des Ponts et Chaussées, ancien résistant, conseiller municipal de Pontarlier                                                             |
| 04 |           | Ernest Lelache    | SFIO  | Ancien résistant, Bavans, conseiller général du canton de Montbéliard                                                                            |

### Liste du Rassemblement du peuple français
| N° | Candidats | Candidats         | Parti | Principales fonctions |
| -- | --------- | ----------------- | ----- | --- |
| 01 |           | Marcel Prélot     | RPF   | Professeur à la Faculté de droit et à l'Institut d'études politiques de Paris, membre du Comité constitutionnel, Recteur de l'Académie de Strasbourg Propriétaire rural, conseiller municipal de Dambelin, ancien résistant |
| 02 |           | Jacques Weinman   | RPF   | Assureur-conseil à Besançon, exploitant agricole à Roche-lez-Beaupré, conseiller municipal de Besançon, ancien résistant |
| 03 |           | Rodolphe Mockly   | RPF   | Fromager, maire d'Arçon, ancien résistant |
| 04 |           | Bertrand Ninosque | RPF   | Ouvrier d'usine, juge de paix suppléant à Baume-les-Dames |

### Liste du Parti communiste français
| N° | Candidats | Candidats       | Parti | Principales fonctions |
| -- | --------- | --------------- | ----- | --- |
| 01 |           | Louis Garnier   | PCF   | Employé de commerce, ancien résistant déporté, Audincourt                                                                                    |
| 02 |           | Léon Nicod      | PCF   | Retraité, conseiller général du canton de Besançon-Nord, conseiller municipal de Besançon, ancien député, ancien conseiller de la République |
| 03 |           | Mathilde Filloz | PCF   | Employée des PTT (contrôleuse), ancienne résistante, conseillère municipale de Besançon                                                      |
| 04 |           | Robert Roth     | PCF   | Ouvrier métallurgiste, secrétaire de l'union départementale CGT, Seloncourt                                                                  |

### Liste du Mouvement républicain populaire
| N° | Candidats | Candidats              | Parti | Principales fonctions                                                                      |
| -- | --------- | ---------------------- | ----- | ------------------------------------------------------------------------------------------ |
| 01 |           | Émile Lambert          | MRP   | Député sortant, directeur départemental de la Mutualité sociale agricole, ancien résistant |
| 02 |           | Aimé Marie             | MRP   | Cultivateur, maire de Sainte-Colombe                                                       |
| 03 |           | Robert Buzer           | MRP   | Agent technique, conseiller municipal de Sochaux                                           |
| 04 |           | Marie Rompont-Fromenty | MRP   | Veuve de Louis Fromenty, militaire décédé en 1940                                          |

### Liste du Parti radical-socialiste
| N° | Candidats | Candidats           | Parti   | Principales fonctions |
| -- | --------- | ------------------- | ------- | --- |
| 01 |           | Henri Vannière      | Radical | Agent général d'assurances |
| 02 |           | Roger Humbert       | Radical | Conseiller référendaire à la Cour des comptes délégué suppléant de la France à l'Autorité internationale de la Ruhr, Saint-Vit |
| 03 |           | Marguerite Duvernay | Radical | Adjointe au maire de Montbéliard                                                                                               |
| 04 |           | Albert Kohler       | Radical | Avocat à la Cour d'Appel, Professeur à la Faculté de droit de Besançon                                                         |

### Liste du Mouvement français de l'abondance
| N° | Candidats | Candidats     | Parti                             | Principales fonctions                                             |
| -- | --------- | ------------- | --------------------------------- | ----------------------------------------------------------------- |
| 01 |           | Jean Marchand | Mouvement français de l'abondance | Professeur de dessin à Chalon-sur-Saône                           |
| 02 |           | Fernand Belz  | Mouvement français de l'abondance | Professeur de dessin à l'École Nationale d'Horlogerie de Besançon |
| 03 |           | René Patin    | Mouvement français de l'abondance | Agent immobilier                                                  |
| 04 |           | Paul Larrieux | Mouvement français de l'abondance | Représentant de commerce                                          |

### Liste du Rassemblement des groupes républicains et indépendants français
| N° | Candidats | Candidats          | Parti | Principales fonctions        |
| -- | --------- | ------------------ | ----- | ---------------------------- |
| 01 |           | Jean-Marie Michaud | RGRIF | Avocat                       |
| 02 |           | Jules Lombardet    | RGRIF | Cultivateur à École-Valentin |
| 03 |           | Marguerite Barbier | RGRIF | Représentante                |
| 04 |           | Henri Hartmann     | RGRIF | Commerçant                   |

## Élus
| Député sortant     | Parti | Parti | Député élu ou réélu | Parti | Parti |
| ------------------ | ----- | ----- | ------------------- | ----- | ----- |
| Jean Minjoz        |       | SFIO  | Jean Minjoz         |       | SFIO  |
| Émile Lambert      |       | MRP   | Marcel Prélot       |       | RPF   |
| Roland de Moustier |       | CNIP  | Roland de Moustier  |       | CNIP  |
| Auguste Joubert    |       | CNIP  | Auguste Joubert     |       | CNIP  |

## Résultats

### Résultats à l'échelle du département
- Les listes du CNIP et du MRP se sont apparentées.
- Leurs voix cumulées représentant moins de 50% des exprimés, les sièges sont répartis à la proportionnelle entre tous les partis.
- Le score de l'apparentement est considéré comme celui d'une liste pour la répartition générale, ensuite la répartition interne des sièges entre apparentées se fait également à la proportionnelle.

| Parti    | Parti                             | Tête de liste      | Résultats | Résultats | Sièges |  |
| Parti    | Parti                             | Tête de liste      | Voix      | %         |        |  |
| -------- | --------------------------------- | ------------------ | --------- | --------- | ------ |  |
|          | CNIP *                            | Roland de Moustier | 37 495    | 27,90     | 2      |  |
|          | SFIO                              | Jean Minjoz        | 26 906    | 20,02     | 1      |  |
|          | RPF                               | Marcel Prélot      | 25 364    | 18,87     | 1      |  |
|          | PCF                               | Louis Garnier      | 17 966    | 13,37     | 0      |  |
|          | MRP *                             | Émile Lambert      | 17 206    | 12,80     | 0      |  |
|          | Rad soc                           | Henri Vannière     | 6 477     | 4,82      | 0      |  |
|          | Mouvement français de l'abondance | Jean Marchand      | 1 935     | 1,44      | 0      |  |
|          | RGRIF                             | Jean-Marie Michaud | 14        | 0,01      | 0      |  |
|          |                                   |                    |           |           |        |  |
| Inscrits | Inscrits                          | Inscrits           | 173 503   | 100,00    | 4      |  |
| Votants  | Votants                           | Votants            | 136 919   | 78,92     |        |  |
| Exprimés | Exprimés                          | Exprimés           | 134 386   | 98,15     |        |  |